# FA Cup 1969-1970
La FA Cup 1969-1970 fu l'89ª edizione della più antica competizione ad eliminazione diretta del mondo, la coppa nazionale inglese conosciuta come FA Cup. Il Chelsea vinse per la prima volta la competizione.

## Calendario
| Turno                           | Data                     |
| ------------------------------- | ------------------------ |
| Turno preliminare               | sabato 6 settembre 1969  |
| Primo turno di qualificazione   | sabato 20 settembre 1969 |
| Secondo turno di qualificazione | sabato 4 ottobre 1969    |
| Terzo turno di qualificazione   | sabato 18 ottobre 1969   |
| Quarto turno di qualificazione  | sabato 1º novembre 1969  |
| Primo turno                     | sabato 15 novembre 1969  |
| Secondo turno                   | sabato 6 dicembre 1969   |
| Terzo turno                     | sabato 3 gennaio 1970    |
| Quarto turno                    | sabato 24 gennaio 1970   |
| Quinto turno                    | sabato 13 febbraio 1970  |
| Sesto turno                     | sabato 21 febbraio 1970  |
| Semifinali                      | sabato 14 marzo 1970     |
| Finale                          | sabato 11 aprile 1970    |

## Primo turno
| N°          | Casa                   | Punteggio | Trasferta            | Data             |
| ----------- | ---------------------- | --------- | -------------------- | ---------------- |
| 1           | Darlington             | 0-0       | Barnsley             | 15 novembre 1969 |
| Ripetizione | Barnsley               | 2-0       | Darlington           | 18 novembre 1969 |
| 2           | Hartlepool             | 3-0       | North Shields        | 15 novembre 1969 |
| 3           | Bournemouth            | 1-1       | Luton Town           | 15 novembre 1969 |
| Ripetizione | Luton Town             | 3-1       | Bournemouth          | 18 novembre 1969 |
| 4           | Bury                   | 2-2       | Mansfield Town       | 15 novembre 1969 |
| Ripetizione | Mansfield Town         | 2-0       | Bury                 | 19 novembre 1969 |
| 5           | Yeovil Town            | 2-3       | Shrewsbury Town      | 15 novembre 1969 |
| 6           | Walsall                | 0-0       | Orient               | 15 novembre 1969 |
| Ripetizione | Orient                 | 0-2       | Walsall              | 17 novembre 1969 |
| 7           | Notts County           | 0-3       | Rotherham United     | 15 novembre 1969 |
| 8           | Macclesfield Town      | 1-1       | Scunthorpe United    | 15 novembre 1969 |
| Ripetizione | Scunthorpe United      | 4-2       | Macclesfield Town    | 18 novembre 1969 |
| 9           | Lincoln City           | 2-0       | Southport            | 15 novembre 1969 |
| 10          | Doncaster Rovers       | 1-1       | Crewe Alexandra      | 15 novembre 1969 |
| Ripetizione | Crewe Alexandra        | 0-1       | Doncaster Rovers     | 19 novembre 1969 |
| 11          | Tranmere Rovers        | 3-0       | Chesterfield         | 15 novembre 1969 |
| 12          | Stockport County       | 1-1       | Mossley F.C.         | 15 novembre 1969 |
| Ripetizione | Mossley F.C.           | 0-1       | Stockport County     | 18 novembre 1969 |
| 13          | Bangor City            | 6-0       | Kirkby Town          | 15 novembre 1969 |
| 14          | Brentford              | 0-0       | Plymouth Argyle      | 15 novembre 1969 |
| Ripetizione | Plymouth Argyle        | 2-0       | Brentford            | 19 novembre 1969 |
| 15          | Northampton Town       | 0-0       | Weymouth             | 15 novembre 1969 |
| Ripetizione | Weymouth               | 1-3       | Northampton Town     | 19 novembre 1969 |
| 16          | Brighton & Hove Albion | 2-1       | Enfield              | 15 novembre 1969 |
| 17          | Bradford City          | 2-1       | Grimsby Town         | 15 novembre 1969 |
| 18          | Oldham Athletic        | 3-1       | Grantham             | 15 novembre 1969 |
| 19          | Spennymoor United      | 1-4       | Wrexham              | 15 novembre 1969 |
| 20          | Southend United        | 0-0       | Gillingham           | 15 novembre 1969 |
| Ripetizione | Gillingham             | 2-1       | Southend United      | 19 novembre 1969 |
| 21          | Exeter City            | 2-0       | Fulham               | 15 novembre 1969 |
| 22          | Alfreton Town          | 1-1       | Barrow               | 15 novembre 1969 |
| Ripetizione | Barrow                 | 0-0       | Alfreton Town        | 17 novembre 1969 |
| Ripetizione | Alfreton Town          | 2-2       | Barrow               | 20 novembre 1969 |
| Ripetizione | Barrow                 | 2-0       | Alfreton Town        | 24 novembre 1969 |
| 23          | Halifax Town           | 3-3       | Chester              | 15 novembre 1969 |
| Ripetizione | Chester                | 1-0       | Halifax Town         | 19 novembre 1969 |
| 24          | Newport County         | 2-1       | Colchester United    | 15 novembre 1969 |
| 25          | Margate                | 2-7       | Aldershot            | 15 novembre 1969 |
| 26          | Cheltenham Town        | 0-2       | Oxford City          | 15 novembre 1969 |
| 27          | Workington             | 2-1       | Rochdale             | 15 novembre 1969 |
| 28          | York City              | 2-0       | Whitby Town          | 15 novembre 1969 |
| 29          | Kettering Town         | 0-2       | Swansea Town         | 15 novembre 1969 |
| 30          | Wigan Athletic         | 1-1       | Port Vale            | 15 novembre 1969 |
| Ripetizione | Port Vale              | 2-2       | Wigan Athletic       | 18 novembre 1969 |
| Ripetizione | Port Vale              | 1-0       | Wigan Athletic       | 24 novembre 1969 |
| 31          | Tamworth               | 2-1       | Torquay United       | 15 novembre 1969 |
| 32          | South Shields          | 2-1       | Bradford Park Avenue | 15 novembre 1969 |
| 33          | Chelmsford City        | 1-2       | Hereford United      | 15 novembre 1969 |
| 34          | Walton & Hersham       | 0-1       | Barnet               | 15 novembre 1969 |
| 35          | Hendon                 | 5-3       | Carshalton Athletic  | 15 novembre 1969 |
| 36          | Dagenham               | 0-1       | Sutton United        | 15 novembre 1969 |
| 37          | Falmouth Town          | 1-4       | Peterborough United  | 15 novembre 1969 |
| 38          | Hillingdon Borough     | 2-0       | Wimbledon FC         | 15 novembre 1969 |
| 39          | Brentwood Town         | 1-0       | Reading              | 15 novembre 1969 |
| 40          | Telford United         | 0-3       | Bristol Rovers       | 15 novembre 1969 |

## Secondo turno
| N°          | Casa                   | Punteggio | Trasferta              | Data             |
| ----------- | ---------------------- | --------- | ---------------------- | ---------------- |
| 1           | Chester                | 1-1       | Doncaster Rovers       | 6 dicembre 1969  |
| Ripetizione | Doncaster Rovers       | 0-2       | Chester                | 9 dicembre 1969  |
| 2           | Hartlepool             | 0-1       | Wrexham                | 6 dicembre 1969  |
| 3           | Barnet                 | 0-2       | Sutton United          | 6 dicembre 1969  |
| 4           | Gillingham             | 6-0       | Tamworth               | 6 dicembre 1969  |
| 5           | Shrewsbury Town        | 1-2       | Mansfield Town         | 6 dicembre 1969  |
| 6           | Stockport County       | 0-0       | Scunthorpe United      | 6 dicembre 1969  |
| Ripetizione | Scunthorpe United      | 4-0       | Stockport County       | 9 dicembre 1969  |
| 7           | Oxford City            | 1-5       | Swansea Town           | 6 dicembre 1969  |
| 8           | Bangor City            | 0-0       | York City              | 6 dicembre 1969  |
| Ripetizione | York City              | 2-0       | Bangor City            | 9 dicembre 1969  |
| 9           | Barnsley               | 3-0       | Barrow                 | 6 dicembre 1969  |
| 10          | Northampton Town       | 1-1       | Exeter City            | 6 dicembre 1969  |
| Ripetizione | Exeter City            | 0-0       | Northampton Town       | 9 dicembre 1969  |
| Ripetizione | Northampton Town       | 2-1       | Exeter City            | 15 dicembre 1969 |
| 11          | Brighton & Hove Albion | 1-1       | Walsall                | 6 dicembre 1969  |
| Ripetizione | Walsall                | 1-1       | Brighton & Hove Albion | 9 dicembre 1969  |
| Ripetizione | Brighton & Hove Albion | 0-0       | Walsall                | 15 dicembre 1969 |
| Ripetizione | Brighton & Hove Albion | 1-2       | Walsall                | 17 dicembre 1969 |
| 12          | Bradford City          | 3-0       | Lincoln City           | 6 dicembre 1969  |
| 13          | Port Vale              | 2-2       | Tranmere Rovers        | 6 dicembre 1969  |
| Ripetizione | Tranmere Rovers        | 3-1       | Port Vale              | 8 dicembre 1969  |
| 14          | Newport County         | 2-1       | Hereford United        | 6 dicembre 1969  |
| 15          | Rotherham United       | 3-0       | Workington             | 6 dicembre 1969  |
| 16          | Aldershot              | 3-1       | Bristol Rovers         | 6 dicembre 1969  |
| 17          | Peterborough United    | 2-0       | Plymouth Argyle        | 6 dicembre 1969  |
| 18          | South Shields          | 0-0       | Oldham Athletic        | 6 dicembre 1969  |
| Ripetizione | Oldham Athletic        | 1-2       | South Shields          | 9 dicembre 1969  |
| 19          | Hendon                 | 0-2       | Brentwood Town         | 6 dicembre 1969  |
| 20          | Hillingdon Borough     | 2-1       | Luton Town             | 6 dicembre 1969  |

## Terzo turno
| N°          | Casa                | Punteggio | Trasferta               | Data            |
| ----------- | ------------------- | --------- | ----------------------- | --------------- |
| 1           | Chester             | 2-1       | Bristol City            | 3 gennaio 1970  |
| 2           | Burnley             | 3-0       | Wolverhampton Wanderers | 3 gennaio 1970  |
| 3           | Preston North End   | 1-1       | Derby County            | 3 gennaio 1970  |
| Ripetizione | Derby County        | 4-1       | Preston North End       | 7 gennaio 1970  |
| 4           | Southampton         | 3-0       | Newcastle United        | 3 gennaio 1970  |
| 5           | Gillingham          | 1-0       | Newport County          | 3 gennaio 1970  |
| 6           | Leicester City      | 1-0       | Sunderland              | 3 gennaio 1970  |
| 7           | Nottingham Forest   | 0-0       | Carlisle United         | 3 gennaio 1970  |
| Ripetizione | Carlisle United     | 2-1       | Nottingham Forest       | 6 gennaio 1970  |
| 8           | Blackburn           | 0-4       | Swindon Town            | 3 gennaio 1970  |
| 9           | Aston Villa         | 1-1       | Charlton Athletic       | 3 gennaio 1970  |
| Ripetizione | Charlton Athletic   | 1-0       | Aston Villa             | 12 gennaio 1970 |
| 10          | Sheffield Wednesday | 2-1       | West Bromwich Albion    | 3 gennaio 1970  |
| 11          | Bolton Wanderers    | 1-2       | Watford                 | 3 gennaio 1970  |
| 12          | Middlesbrough       | 2-1       | West Ham United         | 3 gennaio 1970  |
| 13          | Sheffield United    | 2-1       | Everton                 | 3 gennaio 1970  |
| 14          | Ipswich Town        | 0-1       | Manchester United       | 3 gennaio 1970  |
| 15          | Queens Park Rangers | 4-1       | South Shields           | 3 gennaio 1970  |
| 16          | Coventry City       | 1-1       | Liverpool               | 7 gennaio 1970  |
| Ripetizione | Liverpool           | 3-0       | Coventry City           | 12 gennaio 1970 |
| 17          | Portsmouth          | 1-2       | Tranmere Rovers         | 3 gennaio 1970  |
| 18          | Norwich City        | 1-2       | Wrexham                 | 3 gennaio 1970  |
| 19          | Bradford City       | 2-2       | Tottenham Hotspur       | 3 gennaio 1970  |
| Ripetizione | Tottenham Hotspur   | 5-0       | Bradford City           | 7 gennaio 1970  |
| 20          | Hull City           | 0-1       | Manchester City         | 3 gennaio 1970  |
| 21          | Crystal Palace      | 2-0       | Walsall                 | 3 gennaio 1970  |
| 22          | Chelsea             | 3-0       | Birmingham City         | 3 gennaio 1970  |
| 23          | Scunthorpe United   | 2-1       | Millwall                | 3 gennaio 1970  |
| 24          | Huddersfield Town   | 1-1       | Aldershot               | 3 gennaio 1970  |
| Ripetizione | Aldershot           | 3-1       | Huddersfield Town       | 12 gennaio 1970 |
| 25          | Mansfield Town      | 3-2       | Barnsley                | 3 gennaio 1970  |
| 26          | Arsenal             | 1-1       | Blackpool               | 3 gennaio 1970  |
| Ripetizione | Blackpool           | 3-2       | Arsenal                 | 15 gennaio 1970 |
| 27          | Leeds United        | 2-1       | Swansea Town            | 3 gennaio 1970  |
| 28          | York City           | 1-1       | Cardiff City            | 3 gennaio 1970  |
| Ripetizione | Cardiff City        | 1-1       | York City               | 12 gennaio 1970 |
| Ripetizione | Cardiff City        | 1-3       | York City               | 15 gennaio 1970 |
| 29          | Rotherham United    | 0-1       | Peterborough United     | 3 gennaio 1970  |
| 30          | Oxford United       | 0-0       | Stoke City              | 3 gennaio 1970  |
| Ripetizione | Stoke City          | 3-2       | Oxford United           | 7 gennaio 1970  |
| 31          | Hillingdon Borough  | 0-0       | Sutton United           | 6 gennaio 1970  |
| Ripetizione | Sutton United       | 4-1       | Hillingdon Borough      | 12 gennaio 1970 |
| 32          | Brentwood Town      | 0-1       | Northampton Town        | 12 gennaio 1970 |

## Quarto turno
| N°          | Casa                | Punteggio | Trasferta           | Data            |
| ----------- | ------------------- | --------- | ------------------- | --------------- |
| 1           | Blackpool           | 0-2       | Mansfield Town      | 24 gennaio 1970 |
| 2           | Liverpool           | 3-1       | Wrexham             | 24 gennaio 1970 |
| 3           | Southampton         | 1-1       | Leicester City      | 24 gennaio 1970 |
| Ripetizione | Leicester City      | 4-2       | Southampton         | 28 gennaio 1970 |
| 4           | Sutton United       | 0-6       | Leeds United        | 24 gennaio 1970 |
| 5           | Watford             | 1-0       | Stoke City          | 24 gennaio 1970 |
| 6           | Gillingham          | 5-1       | Peterborough United | 24 gennaio 1970 |
| 7           | Sheffield Wednesday | 1-2       | Scunthorpe United   | 24 gennaio 1970 |
| 8           | Middlesbrough       | 4-1       | York City           | 24 gennaio 1970 |
| 9           | Derby County        | 3-0       | Sheffield United    | 24 gennaio 1970 |
| 10          | Swindon Town        | 4-2       | Chester             | 24 gennaio 1970 |
| 11          | Tranmere Rovers     | 0-0       | Northampton Town    | 24 gennaio 1970 |
| Ripetizione | Northampton Town    | 2-1       | Tranmere Rovers     | 27 gennaio 1970 |
| 12          | Tottenham Hotspur   | 0-0       | Crystal Palace      | 24 gennaio 1970 |
| Ripetizione | Crystal Palace      | 1-0       | Tottenham Hotspur   | 28 gennaio 1970 |
| 13          | Manchester United   | 3-0       | Manchester City     | 24 gennaio 1970 |
| 14          | Carlisle United     | 2-2       | Aldershot           | 24 gennaio 1970 |
| Ripetizione | Aldershot           | 1-4       | Carlisle United     | 28 gennaio 1970 |
| 15          | Chelsea             | 2-2       | Burnley             | 24 gennaio 1970 |
| Ripetizione | Burnley             | 1-3       | Chelsea             | 27 gennaio 1970 |
| 16          | Charlton Athletic   | 2-3       | Queens Park Rangers | 24 gennaio 1970 |

## Quinto turno
| N°          | Casa                | Punteggio | Trasferta         | Data             |
| ----------- | ------------------- | --------- | ----------------- | ---------------- |
| 1           | Liverpool           | 0-0       | Leicester City    | 7 febbraio 1970  |
| Ripetizione | Leicester City      | 0-2       | Liverpool         | 11 febbraio 1970 |
| 2           | Watford             | 2-1       | Gillingham        | 7 febbraio 1970  |
| 3           | Swindon Town        | 3-1       | Scunthorpe United | 7 febbraio 1970  |
| 4           | Queens Park Rangers | 1-0       | Derby County      | 7 febbraio 1970  |
| 5           | Northampton Town    | 2-8       | Manchester United | 7 febbraio 1970  |
| 6           | Carlisle United     | 1-2       | Middlesbrough     | 7 febbraio 1970  |
| 7           | Crystal Palace      | 1-4       | Chelsea           | 7 febbraio 1970  |
| 8           | Leeds United        | 2-0       | Mansfield Town    | 7 febbraio 1970  |

## Sesto turno
| N°          | Casa                | Punteggio | Trasferta         | Data             |
| ----------- | ------------------- | --------- | ----------------- | ---------------- |
| 1           | Watford             | 1-0       | Liverpool         | 21 febbraio 1970 |
| 2           | Middlesbrough       | 1-1       | Manchester United | 21 febbraio 1970 |
| Ripetizione | Manchester United   | 2-1       | Middlesbrough     | 25 febbraio 1970 |
| 3           | Swindon Town        | 0-2       | Leeds United      | 21 febbraio 1970 |
| 4           | Queens Park Rangers | 2-4       | Chelsea           | 21 febbraio 1970 |

## Semifinali
| Sheffield 14 marzo 1970, ore 15:00 | Manchester Utd              | 0 – 0 | Leeds Utd | Hillsborough\| Arbitro: \| Jack Taylor (Wolverhampton) \| |
| Arbitro:                           | Jack Taylor (Wolverhampton) |       |           |                                                           |

Ripetizione 1
| Birmingham 23 marzo 1970, ore 19:45 | Manchester Utd              | 0 – 0 (d.t.s.) | Leeds Utd | Villa Park (62.500 spett.)\| Arbitro: \| Jack Taylor (Wolverhampton) \| |
| Arbitro:                            | Jack Taylor (Wolverhampton) |                |           |                                                                         |

Ripetizione 2
| Arbitro: | Jack Taylor (Wolverhampton) |

|  |           |            |
|  | Marcatori | 9’ Bremner |

| Arbitro: | Gordon Hill (Leicestershire) |

|                                    |           |         |
| Webb 3’ Osgood Houseman Hutchinson | Marcatori | Garbett |

## Finale 3º-4º posto
| Londra 10 aprile 1970                  | Manchester Utd | 2 – 0 | Watford | Highbury (15.105 spett.) |
| \| \| \| \| \| Kidd \| Marcatori \| \| |                |       |         |                          |
|                                        |                |       |         |                          |
| Kidd                                   | Marcatori      |       |         |                          |

## Finale 1º-2º posto
| Arbitro: | Eric Jennings |

|                             |           |                        |
| Houseman 41’ Hutchinson 86’ | Marcatori | 20’ Charlton 84’ Jones |

| Manica sinistra · Maglietta · Manica destra · Pantaloncini · Pantaloncini · Calzettoni | Manica sinistra · Maglietta · Manica destra · Pantaloncini · Calzettoni |

### Ripetizione
| Arbitro: | Eric Jennings |

|                      |           |           |
| Osgood 78’ Webb 104’ | Marcatori | 35’ Jones |

| Manica sinistra · Maglietta · Manica destra · Pantaloncini · Pantaloncini · Calzettoni | Manica sinistra · Maglietta · Manica destra · Pantaloncini · Calzettoni |